# Möllesjön (Olofströms kommun)
Möllesjön är en sjö i Olofströms kommun i Blekinge och ingår i Skräbeåns huvudavrinningsområde. Sjön är 14,3 meter djup, har en yta på 0,229 kvadratkilometer och befinner sig 101 meter över havet. Sjön avvattnas av vattendraget Vilshultsån. Vid provfiske har bland annat abborre, braxen, gärs och gädda fångats i sjön.

## Delavrinningsområde
Möllesjön ingår i det delavrinningsområde (624658-141877) som SMHI kallar för Ovan Ulvsbäck. Medelhöjden är 109 meter över havet och ytan är 19,92 kvadratkilometer. Räknas de 5 avrinningsområdena uppströms in blir den ackumulerade arean 83,16 kvadratkilometer. Vilshultsån som avvattnar avrinningsområdet har biflödesordning 2, vilket innebär att vattnet flödar genom totalt 2 vattendrag innan det når havet efter 40 kilometer. Avrinningsområdet består mestadels av skog (76 %). Avrinningsområdet har 0,33 kvadratkilometer vattenytor vilket ger det en sjöprocent på 1,7 %. Bebyggelsen i området täcker en yta av 1,12 kvadratkilometer eller 6 % av avrinningsområdet.

## Fisk
Vid provfiske har följande fisk fångats i sjön:
- Abborre
- Braxen
- Gärs
- Gädda
- Mört